# Seznam častnih senatorjev Univerze v Ljubljani
Seznam častnih senatorjev Univerze v Ljubljani je urejen po datumu imenovanja.

## Seznam
- prof. dr. Dieter Henrich: 3. 12. 1997
- prof. dr. Boris Sket: 3. 12. 1997
- prof. Toshihiro Hamano:  3. 12. 1999
- prof. dr. Irmhild Barz: 5. 12. 2000
- prof. dr. James Dauphine: 5. 12. 2000
- prof. dr. Hans Dieter Klingemann: 4. 12. 2001
- prof. dr. Joseph H. H. Weiler: 4. 12. 2001
- prof. dr. Viktor A. Sadovničij: 10. 3. 2002
- Dalajlama Tenzin Gyatsu: 5. 7. 2002
- prof. dr. Klaus Kocha: 2.12. 2003
- prof. dr. Georg Müller: 2.12. 2003
- Václav Havel: 8. 10. 2004
- Adam Michnik: 8. 10.  2004
- Peter Zajac: 8. 10. 2004
- prof. dr. Günter Hödl: 3.12. 2004
- prof. dr. Patrick Doreian: 3.12. 2004
- dr. Lluis M. Mir: 3.12. 2004
- prof. em. dr. Milan Komar: 2.12. 2005
- prof. dr. Jerzy Wiatr: 5.12. 2006
- prof. dr. Max A. Viergever: 4.12. 2007
- prof. dr. Hans E. Junginger: 2.12.2008
- prof. dr. Anthony G. Collins: 30. 11. 2009
- prof. dr. Erich Prunč: 30. 11. 2009
- prof. dr. Dominique Breillat: 30. 11. 2009